# Гривнин, Владимир Сергеевич
Владимир Сергеевич Гривнин (27 сентября 1923 года, Харьков — 25 марта 2014 года, Москва) — российский литературовед, переводчик, доктор филологических наук (1976) (тема докторской диссертации: «Творчество Акутагава Рюноскэ»), профессор ИСАА (1978), заслуженный профессор МГУ (2000). Член Союза писателей (1972).
Окончил Московский военный институт иностранных языков (1944). В звании лейтенанта служил переводчиком штаба 17-й армии Забайкальского фронта, участвовал в Маньчжурской операции. Уволен в запас в 1948.
Специализировался на переводах современной японской литературы. Автор монографии «Акутагава Рюноскэ. Жизнь. Творчество. Идеи» (1980) и около 150 научных работ по современной японской литературе, культуре и методике преподавания, в том числе «Учебное пособие по переводу с японского языка на русский (лексические вопросы перевода)» (1968), «Учебное пособие по переводу с японского языка на русский (грамматические вопросы перевода)» (соавт. Т. Корчагина, 1975) и др.
Широкую известность получили его переводы сочинений Кобо Абэ, Рюноскэ Акутагавы, Мэйсэя Гото, Ясунари Кавабаты, Кэндзабуро Оэ, Сюсаку Эндо, Сётаро Ясуоки и др.
В 1999 году за собрание сочинений Кобо Абэ в 4 тт., изданное в переводе и под редакцией В. С. Гривнина издательством «Симпозиум», был удостоен премии «Иллюминатор», присуждаемой редакцией журнала «Иностранная литература» за выдающиеся заслуги в области перевода и исследования зарубежной литературы.
25 марта 2014 года Владимир Гривнин скончался на 91-м году жизни.

## Семья
Жена — Нанна Гривнина, дочь — Ирина Гривнина, советский диссидент, правозащитник, писатель, литературовед, переводчик.